# Ganso-de-peito-ruivo
O Ganso-de-peito-ruivo (Branta ruficollis) é uma espécie de ganso que nidifica na Península de Taimir e migra no inverno para as margens do Mar Negro (embora até à década de 1970 migrasse para as margens do Mar Cáspio). É considerada uma espécie vulnerável, com uma população decrescente estimada em 56 mil indivíduos (2015). A Reserva Natural de Taymyr foi criada para a sua proteção.

## Descrição
Todas as espécies do gênero Branta se distinguem por sua cor escura fuliginosa, relevada pelo branco, como distinção dos gansos cinzentos do gênero Anser. Entre as espécies desses dois gêneros, o ganso-de-peito-ruivo é a menor, com 53-56 cm de comprimento. Esta espécie brilhantemente marcada é inconfundível, mas pode ser surpreendentemente difícil de encontrar entre os gansos desse gênero. A longas distâncias, o vermelho do peito tende a parecer mais escuro.